# Skinnarila
Skinnarila est le quartier numéro 64 de Lappeenranta Finlande,.

## Présentation
Le quartier est situé à 7 km l'ouest du centre de Lappeenranta.
Il abrite notamment l'université de technologie de Lappeenranta, l'Université des sciences appliquées du Saimaa, et le Technopolis de Skinnarila,.